# Didymella coffeicola
Didymella coffeicola är en svampart som beskrevs av Saccas 1981. Didymella coffeicola ingår i släktet Didymella, ordningen Pleosporales, klassen Dothideomycetes, divisionen sporsäcksvampar och riket svampar.   Inga underarter finns listade i Catalogue of Life.